# Séamus Brennan

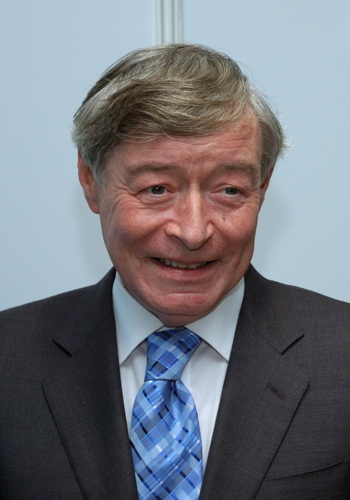
Séamus Brennan (2008)

Séamus Brennan (irisch Séamus Ó Braonáin, * 16. Februar 1948 in Galway; † 9. Juli 2008 in Dublin) war ein irischer Politiker der Fianna Fáil.
Brennan kam schon früh mit Politik in Berührung. Sein Vater war ein aktives Mitglied der Fianna Fáil. Brennan studierte am University College Galway und dem University College Dublin. Als Student begann er sich in der Partei zu engagieren. Größere Aufmerksamkeit erhielt er erstmals 1973, als er von Jack Lynch zum Generalsekretär der Partei ernannt wurde. Er war damit der jüngste Generalsekretär in der Geschichte der Fianna Fáil. Seine Bemühungen zur Erneuerung der Partei trugen mit zu dem Wahlsieg von 1977 bei. Im selben Jahr wurde Brennan von Taoiseach Jack Lynch zum Senator im 14. Seanad Éireann nominiert. 1980 legte er sein Amt nieder, um für einen Sitz im Dáil Éireann zu kandidieren. Nach erfolgreicher Wahl blieb Brennan dort von 1981 bis zu seinem Tod Abgeordneter.
Brennan war vom 10. März 1987 bis zum 12. Juli 1989 Staatsminister, bevor er das Amt des Ministers für Tourismus und Transport übernahm, welches er vom 12. Juli 1989 bis zum 11. Februar 1992 bekleidete. Am 6. Februar 1991 war Brennans Ministerium umbenannt worden und er wurde nun als Minister für Tourismus und Kommunikation bezeichnet. Danach wurde er 1992 zum neuen Bildungsminister, was er bis zum 12. Januar 1993 blieb. Während der 27. und der 28. Dáil Éireann-Perioden bekleidete Brennan wiederum mehrmals den Posten eines Staatsministers. Seine nächsten Regierungsämter waren das des Verkehrsministers (6. Juni 2002 bis 29. September 2004) sowie das des Sozial- und Familienministers vom 29. September 2004 bis zum 14. Juni 2007. Vom 14. Juni 2007 bis zum 6. Mai 2008 bekleidete Brennan als Minister für Kunst, Sport und Tourismus sein letztes politisches Amt. Brennan trat aus Gesundheitsgründen zurück und starb am 9. Juli 2008 in seinem Haus in Dublin an Krebs.
Brennan war verheiratet und hatte sechs Kinder.